# حق‌حساب‌گیر
حق‌حساب‌گیر (به انگلیسی: The Tax Collector) فیلمی در ژانر اکشن مهیج به نویسندگی، تهیه‌کنندگی و کارگردانی دیوید آیر و محصول سال ۲۰۲۰ ایالات متحده آمریکا است. بابی سوتو، سینتیا کارمونا، جرج لوپز و شایا لباف در آن به ایفای نقش پرداخته‌اند. حق‌حساب‌گیر از سوی آرال‌جی‌ای فیلمز منتشر شده‌است.

## داستان
دیوید و کریپر دو حق‌حساب‌گیر خشن‌اند که برای یک رئیس به نام ویزارد کار می‌کنند. روزی یکی از صاحبان کسب و کار از پرداخت باج به آنها خودداری می‌کند و می‌گوید از این پس باجش را به فردی به نام کونخو پرداخت خواهد کرد. کونخو به دیوید پیشنهاد می‌کند که به باند او بپیوندد و از جایگاه بزرگتری برخوردار شود، ولی دیوید قبول نمی‌کند. اندکی بعد باندی که دیوید در آن خدمت می‌کند تصمیم به مبارزه با کونخو می‌گیرد، ولی کونخو همهٔ آن‌ها را تارومار می‌کند، کریپر را با شکنجه می‌کشد، زن دیوید را هم به قتل می‌رساند و دو فرزند او را به گروگان می‌گیرد. دیوید هم برای گرفتن انتقام و نجات فرزندانش دست به دامان یک گروه خلافکار سیاهپوست می‌شود.